# Sicyos herbstii
Sicyos herbstii är en gurkväxtart som först beskrevs av Harold St.John, och fick sitt nu gällande namn av I.R.H. Telford. Sicyos herbstii ingår i släktet hårgurkor, och familjen gurkväxter. Inga underarter finns listade i Catalogue of Life.